# 富裕县
富裕县（达斡尔语：《达汉对照词典》记音符号）是中国黑龙江省齐齐哈尔市的一个县，生产牛奶，土地肥沃，生产各种经济作物。富裕县是一个多民族聚居的地方，有汉族、满族、达斡尔族和富裕柯尔克孜族等。富裕县境内还有全国仅存的使用满语和富裕柯尔克孜语的村落。縣政府駐富裕镇。

## 行政区划
富裕县下辖6个镇、3个乡、1个民族乡：
富裕镇、富路镇、富海镇、二道湾镇、龙安桥镇、塔哈镇、繁荣乡、绍文乡、忠厚乡和友谊达斡尔族满族柯尔克孜族乡。

## 人口
根據第七次人口普查數據，截至2020年11月1日零時，富裕縣常住人口為224040人。

## 人物
- 姜伟新
- 刘海玲
- 张雪峰

## 特产
富裕老窖：中国地理标志产品。